# Maria Dziak
Maria Dziak ps. „Bronka” (ur. 3 czerwca 1925 w Warszawie, zm. 31 sierpnia 1944 tamże) – członkini Szarych Szeregów, uczestniczka powstania warszawskiego jako sanitariuszka w I plutonie „Włodek” 1. kompanii „Maciek” batalionu „Zośka” Armii Krajowej.

## Życiorys

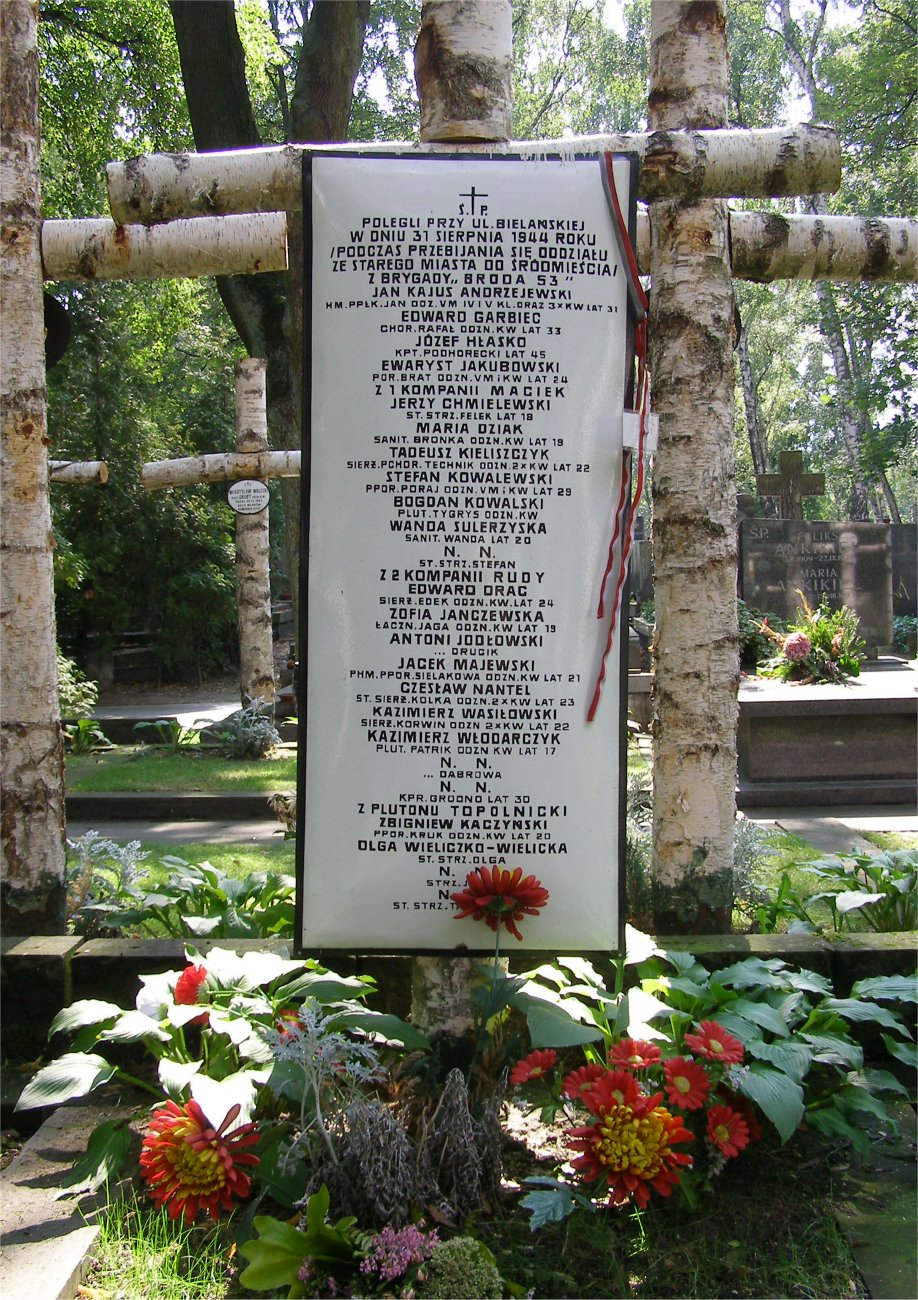
Na Powązkach: polegli 31 sierpnia przy ul. Bielańskiej

Córka Feliksa i Marianny z domu  Szymborska. Absolwentka Liceum im. Klementyny Hoffmanowej w Warszawie. Przed powstaniem mieszkała na ulicy Hipotecznej 5 w Warszawie.  Poległa podczas powstania warszawskiego 31. dnia powstania warszawskiego przy ul. Bielańskiej podczas nocnej akcji przebicia do Śródmieścia. Miała 19 lat. Pochowana w kwaterach żołnierzy i sanitariuszek batalionu „Zośka” na Cmentarzu Wojskowym w Warszawie (kwatera A20-5-13).
Odznaczona Krzyżem Walecznych.
Jej bratem był Feliks Jan Dziak również poległy w trakcie powstania.